# Allegany County (Maryland)
Allegany County is een county in de Amerikaanse staat Maryland.
De county heeft een landoppervlakte van 1.102 km² en telt 74.930 inwoners (volkstelling 2000). De hoofdplaats is Cumberland.